# 孔夫里德斯
孔夫里德斯，是西班牙巴伦西亚自治区阿利坎特省的一个市镇。总面积40km2，总人口309人（2001年），人口密度8人/km2。